# Starique pygmée
Aethia pygmaea
Espèce
Statut de conservation UICN

 LC  : Préoccupation mineure
La Starique pygmée (Aethia pygmaea) est une espèce d'oiseaux marins appartenant à la famille des alcidés.
Cet oiseau peuple la mer d'Okhotsk et l'arc des Aléoutiennes.